# Список Героев Социалистического Труда (Чаава — Чешенко)
Эта страница является частью списка Героев Социалистического Труда и перечисляет в алфавитном порядке лиц, удостоенных звания Героя Социалистического Труда, чьи фамилии начинаются с буквы «Ч», от Чаава до Чешенко.
- Список не включает дважды и трижды Героев Социалистического Труда, а также лиц, лишённых этого звания.
- Список содержит информацию о датах жизни, роде деятельности и дате присвоения звания Героя.
- Герои, удостоенные звания посмертно, выделены в списке  серым цветом .
- Герои, сменившие фамилию после присвоения звания, приводятся в списках дважды, при этом строка с новой фамилией выделяется  бежевым цветом  и не имеет номера.

## Список людей, фамилии которых начинаются с «Ч»
| Навигационная таблица | Навигационная таблица |
| --------------------- | --------------------- |
| «Ч»                   | Чаава — Чешенко       |
| «Ч»                   | Чжен — Чяткаускайте   |

| №          | Фамилия, имя, отчество              | Даты жизни              | Деятельность | Дата присвоения | ГС         |
| ---------- | ----------------------------------- | ----------------------- | --- | --------------- | ---------- |
| 1          | Чаава Мошия Зосимович               | 1902 — ????             | Бригадир колхоза имени Андреева Гальского района Абхазской АССР | 21.02.1948      | [ ГС 1 ]   |
| 2          | Чаава Фома Сельмакович              | 1901 — ????             | Бригадир колхоза «Сабчота чай» Гальского района Абхазской АССР | 21.02.1948      | [ ГС 2 ]   |
| 3          | Чаава Эраст Кутаевич                | 1895 — ????             | Бригадир колхоза имени Сталина Гальского района Абхазской АССР | 21.02.1948      | [ ГС 3 ]   |
| 4          | Чабан Григорий Петрович             | род. 1937               | Бригадир комплексной бригады строительного управления № 135 треста «Одестрансстрой» Министерства транспортного строительства СССР, гор. Кишинёв Молдавской ССР                                                   | 08.01.1974      |            |
| 5          | Чабан Иван Никитович                | 1928—1992               | Бригадир плотников строительного управления «Металлургстрой» треста «Дзержинскстрой» Министерства строительства предприятий тяжёлой индустрии Украинской ССР, Днепропетровская область                           | 05.04.1971      | [ ГС 4 ]   |
| 6          | Чабан Павел Родионович              | 1908—1976               | Машинист паровоза Челутаевского леспромхоза Бурят-Монгольской АССР | 05.10.1957      | [ ГС 5 ]   |
| 7          | Чабан Фёдор Игнатьевич              | 10.03.1929 — 2007       | Горнорабочий очистного забоя шахты имени XXI съезда КПСС комбината «Красноармейскуголь» Министерства угольной промышленности Украинской ССР, Донецкая область                                                    | 30.03.1971      | [ ГС 6 ]   |
| 8          | Чабан Фёдор Климентьевич            | род. 25.05.1929         | Директор совхоза «Краснопольский» Березанского района Николаевской области | 08.12.1973      |            |
| 9          | Чабанов Георгий Иванович            | 21.01.1912 — ????       | Председатель колхоза имени Кирова Белозёрского района Херсонской области | 26.02.1958      | [ ГС 7 ]   |
| 10         | Чабанов Фёдор Васильевич            | 17.05.1908 — 20.07.2002 | Комбайнёр Фрунзенской МТС Родинского района Алтайского края | 20.05.1949      | [ ГС 8 ]   |
| 11         | Чабукиани Вахтанг Михайлович        | 12.03.1910 — 06.04.1992 | Балетмейстер, педагог, народный артист СССР, гор. Тбилиси Грузинской ССР | 19.05.1990      | [ ГС 9 ]   |
| 12         | Чавлейшвили Василий Геронтиевич     | 1923 — ????             | Бригадир колхоза имени Берия Махарадзевского района Грузинской ССР | 23.07.1951      | [ ГС 10 ]  |
| 13         | Чагин Иван Иванович                 | 03.07.1928 — 14.07.1998 | Машинист резиносмесителя Свердловского завода резиновых технических изделий Министерства нефтеперерабатывающей и нефтехимической промышленности СССР                                                             | 20.04.1971      |            |
| 14         | Чаговец Ефим Романович              | 1913 — ????             | Бригадир Первухинского свеклосовхоза Министерства пищевой промышленности СССР, Богодуховский район Харьковской области                                                                                           | 11.10.1949      |            |
| 15         | Чагров Терентий Алексеевич          | 1898—1964               | Председатель колхоза имени Молотова Чердаклинского района Ульяновской области | 27.02.1948      | [ ГС 11 ]  |
| 16         | Чадович Анастасия Кузьминична       | 02.08.1912 — 11.04.1999 | Звеньевая колхоза «Шлях Ленина» Солигорского района Минской области | 30.04.1966      | [ ГС 12 ]  |
| 17         | Чазов Евгений Иванович              | 10.06.1929 — 11.11.2021 | Заместитель Министра здравоохранения СССР, начальник Четвёртого Главного управления при Министерстве здравоохранения СССР, академик Академии медицинских наук СССР, гор. Москва                                  | 27.06.1978      | [ ГС 13 ]  |
| 18         | Чазыбаев Иван Семёнович             | 1900 — 26.10.1949       | Председатель колхоза имени Сталина Аскизского района Хакасской автономной области | 07.01.1948      | [ ГС 14 ]  |
| 19         | Чайжунусов Жакия                    | 29.05.1914 — 02.09.1983 | Директор Кокпектинского детского дома имени М. Горького Кокпектинского района Семипалатинской области | 01.07.1968      | [ ГС 15 ]  |
| 20         | Чайка Михаил Свиридонович           | 1907 — ????             | Бригадир штукатуров строительного управления «Жилстрой» треста «Дзержинскстрой» Днепропетровского совнархоза | 09.08.1958      |            |
| 21         | Чайка Пайтан Герасимович            | 12.01.1915 — 03.09.1981 | Бригадир лова рыбобазы «Рыбное» Рыбновского рыбокомбината, Сахалинская область | 02.03.1957      | [ ГС 16 ]  |
| 22         | Чайка Серафима Васильевна           | 15.06.1921 — 13.04.1994 | Старшая аппаратчица Нижнетагильского завода пластмасс Министерства химической промышленности СССР, Свердловская область                                                                                          | 28.05.1966      |            |
| 23         | Чайкин Геннадий Андреевич           | 09.02.1927 — 14.10.1979 | Главный инженер совхоза имени Крупской Мелекесского района Ульяновской области | 23.06.1966      | [ ГС 17 ]  |
| 24         | Чайкин Иван Васильевич              | 27.01.1916 — 31.05.1993 | Бригадир совхоза «Олонецкий» Олонецкого района Карельской АССР | 23.06.1966      | [ ГС 18 ]  |
| 25         | Чайкина Екатерина Сергеевна         | 20.11.1913 — 27.01.1985 | Председатель колхоза «Борьба» Сердобского района Пензенской области | 07.03.1960      | [ ГС 19 ]  |
| 26         | Чайкина Федосья Андреевна           | 1903—1978               | Доярка колхоза имени Ильича Раменского района Московской области | 07.04.1949      | [ ГС 20 ]  |
| 27         | Чакветадзе Беглар Самсонович        | 1892 — ????             | Звеньевой колхоза «Гантиади» Цагерского района Грузинской ССР | 09.08.1949      | [ ГС 21 ]  |
| 28         | Чакир Яков Миронович                | 23.03.1912 — 29.01.2003 | Директор совхоза «Прут» Унгенского района Молдавской ССР | 14.12.1972      | [ ГС 22 ]  |
| 29         | Чаккиев Иван Максимович             | 11.04.1918 — 21.09.1961 | Бригадир тракторной бригады Паданского леспромхоза Медвежьегорского района Карельской АССР | 05.10.1957      | [ ГС 23 ]  |
| 30         | Чаковский Александр Борисович       | 26.08.1913 — 17.02.1994 | Писатель, журналист, секретарь Правления Союза писателей СССР, главный редактор «Литературной газеты», гор. Москва                                                                                               | 24.08.1973      | [ ГС 24 ]  |
| 31         | Чакрян Хорен Абрамович              | 15.06.1925 — 19.02.2018 | Колхозник колхоза имени Жданова Гагрского района Абхазской АССР | 02.04.1966      | [ ГС 25 ]  |
| 32         | Чала Надежда Анисимовна             | 1909—2001               | Звеньевая колхоза «Заветы Ильича» Арбузинского района Николаевской области | 23.04.1949      |            |
| 33         | Чалая Ирина Трофимовна              | 29.03.1914 — 27.01.1999 | Доярка колхоза имени Сталина Глушковского района Курской области | 07.12.1957      | [ ГС 26 ]  |
| 34         | Чалдаллакова Тезагюль Месроповна    | 14.11.1912 — 1986       | Звеньевая колхоза имени Ленина Куткашенского района Азербайджанской ССР | 01.07.1949      |            |
| 35         | Чалкин Пётр Григорьевич             | 1922 — 1977             | Председатель колхоза «Память Ленина» Ужурского района Красноярского края | 11.01.1957      | [ ГС 27 ]  |
| 36         | Чалков Василий Поликарпович         | 16.01.1930 — 06.01.2013 | Машинист экскаватора Южного разреза комбината «Востсибуголь» Министерства угольной промышленности СССР, Иркутская область                                                                                        | 30.03.1971      | [ ГС 28 ]  |
| 37         | Чалый Семён Трофимович              | 1911 — ????             | Комбайнёр Грейговской МТС Жовтневого района Николаевской области | 18.04.1952      |            |
| 38         | Чамара Николай Александрович        | 22.12.1911 — 08.11.2007 | Комбайнёр Восточной МТС Ленинградского района Краснодарского края | 20.05.1952      | [ ГС 29 ]  |
| 39         | Чамба Зера Ахмедовна                | 03.05.1927 — 1995       | Колхозница колхоза имени Тельмана Батумского района Аджарской АССР | 29.08.1949      | [ ГС 30 ]  |
| 40         | Чамба Мерием Сулеймановна           | 1928—2017               | Колхозница колхоза имени Тельмана Батумского района Аджарской АССР | 29.08.1949      | [ ГС 31 ]  |
| 41         | Чамоков Асланчерий Хаджумарович     | 08.05.1908 — 09.09.1982 | Директор племенного птицеводческого совхоза «Майкопский» Майкопского района Адыгейской автономной области | 08.04.1971      | [ ГС 32 ]  |
| 42         | Чамчиян Вардан Шноркович            | 01.11.1916 — 19.02.2005 | Директор совхоза «Пермский» Зеленовского района Уральской области | 23.06.1966      | [ ГС 33 ]  |
| 43         | Чанидзе Гугули Юсуповна             | 01.08.1933 — 06.07.2018 | Колхозница колхоза села Эрге Хелвачаурского района Аджарской АССР | 08.04.1971      | [ ГС 34 ]  |
| 44         | Чания Венера Владимировна           | 1918 — ?                | Звеньевая колхоза «Ленинис Андердзи» Гальского района Абхазской АССР | 21.02.1948      | [ ГС 35 ]  |
| 45         | Чания Серапион Кутарович            | 1900 — ????             | Председатель колхоза имени Сталина Гагрского района Абхазской АССР | 19.05.1951      |            |
| 46         | Чанкветадзе Евгений Ермолаевич      | 1893 — ????             | Звеньевой колхоза имени Микояна Зестафонского района Грузинской ССР | 09.08.1949      | [ ГС 36 ]  |
| 47         | Чанкуридзе Скендер Хасанович        | 1908—1973               | Заведующий отделом сельского хозяйства Батумского района Аджарской АССР | 29.08.1949      | [ ГС 37 ]  |
| 48         | Чантурия Андрей Гелаевич            | 1908 — ????             | Заведующий районным отделом сельского хозяйства Цаленджихского района Грузинской ССР | 21.02.1948      | [ ГС 38 ]  |
| 49         | Чантурия Арзамет Сабаевич           | 1913 — 25.04.1977       | Звеньевой колхоза имени Молотова Гудаутского района Абхазской АССР | 21.02.1948      | [ ГС 39 ]  |
| 50         | Чантурия Дзаба Георгиевна           | 1915 — ????             | Колхозница колхоза имени Карла Маркса Хобского района Грузинской ССР | 19.07.1950      | [ ГС 40 ]  |
| 51         | Чантурия Тина Филипповна            | род. 1931               | Колхозница колхоза имени Орджоникидзе Цаленджихского района Грузинской ССР | 14.12.1972      | [ ГС 41 ]  |
| 52         | Чануквадзе Михаил Илларионович      | 1907 — ????             | Заведующий районным отделом сельского хозяйства Махарадзевского района Грузинской ССР | 21.02.1948      | [ ГС 42 ]  |
| 53         | Чануквадзе Шота Илларионович        | 1909 — ????             | Секретарь Чохатаурского районного комитета Компартии (большевиков) Грузии | 29.08.1949      | [ ГС 43 ]  |
| 54         | Чанчибадзе Вера Самсоновна          | 1919 — ????             | Колхозница колхоза имени Кирова Махарадзевского района Грузинской ССР | 01.09.1951      | [ ГС 44 ]  |
| 55         | Чапалда Ананий Дмитриевич           | 01.10.1914 —06.2010     | Машинист экскаватора строительства Камской гидроэлектростанции Министерства электростанций СССР, Молотовская область                                                                                             | 25.07.1957      | [ ГС 45 ]  |
| 56         | Чаплинский Григорий Андреевич       | 28.08.1937 — 04.05.2017 | Старший машинист Приднепровской ГРЭС имени 50-летия Советской Украины Министерства энергетики и электрификации Украинской ССР, гор. Днепропетровск                                                               | 29.04.1986      | [ ГС 46 ]  |
| 57         | Чаплыгин Алексей Михайлович         | 20.03.1936 — 15.01.2016 | Водитель автомобиля технологического транспорта Михайловского горно-обогатительного комбината Министерства черной металлургии СССР, Курская область                                                              | 02.03.1981      | [ ГС 47 ]  |
| 58         | Чаплыгин Дмитрий Харитонович        | 23.10.1918 — 24.11.1999 | Командир 13-й ракетной Ясненской дивизии 31-й ракетной армии Ракетных войск стратегического назначения СССР, генерал-майор, Оренбургская область                                                                 | 29.08.1969      | [ ГС 48 ]  |
| 59         | Чаплыгин Сергей Алексеевич          | 05.04.1869 — 08.10.1942 | Начальник общетеоретической группы ЦАГИ, академик Академии наук СССР, Московская область | 01.02.1941      | [ ГС 49 ]  |
| 60         | Чаплыгина Екатерина Тихоновна       | 1921 — ????             | Звеньевая Ленинского свеклосовхоза Министерства пищевой промышленности СССР, Кегичёвский район Харьковской области                                                                                               | 29.08.1949      |            |
| 61         | Чаплюк Иосиф Якимович               | 1913 — ????             | Бригадир колхоза «Утренняя заря» Емельяновского района Красноярского края | 10.04.1948      |            |
| 62         | Чапля Пётр Андреевич                | род. 1932               | Звеньевой колхоза «Рассвет» Павлоградского района Днепропетровской области | 23.06.1966      | [ ГС 50 ]  |
| 63         | Чаправа Годжоро Кузуевич            | 1910 — ????             | Звеньевой колхоза «Сабчота чай» Гальского района Абхазской АССР | 21.02.1948      | [ ГС 51 ]  |
| 64         | Чапыков Мередли                     | 1915 — ????             | Бригадир рабочих Санды-Качинского плодового совхоза Министерства пищевой промышленности Туркменской ССР, Тахта-Базарский район                                                                                   | 21.07.1966      | [ ГС 52 ]  |
| 65         | Чаргазия Циба Виссарионович         | род. 1922               | Бригадир колхоза имени Андреева Гальского района Абхазской АССР | 21.02.1948      | [ ГС 53 ]  |
| 66         | Чарквиани Давид Дмитриевич          | 1907 — ????             | Заведующий отделом сельского хозяйства Цагерского района Грузинской ССР | 25.11.1950      |            |
| 67         | Чарквиани Иона Ермолаевич           | 1895 — ????             | Директор Цинандальского виноградарского совхоза Министерства пищевой промышленности СССР, Телавский район Грузинской ССР                                                                                         | 05.10.1949      | [ ГС 54 ]  |
| 68         | Чарник Константин Тимофеевич        | 23.10.1918 — ????       | Председатель колхоза «Радянська Украина» Белоцерковского района Киевской области | 22.03.1966      | [ ГС 55 ]  |
| 69         | Чарыев Аман                         | 1930 — ????             | Тракторист 1-й Ленинской МТС Ташаузской области | 14.02.1957      | [ ГС 56 ]  |
| 70         | Чарыев Нурмухаммед                  | 31.01.1919 — 09.11.1966 | Бригадир хлопководческой бригады колхоза имени Хрущёва Марыйского района Марыйской области | 14.02.1957      | [ ГС 57 ]  |
| 71         | Чарыев Шалар                        | 1903 — 15.11.1979       | Управляющий третьей фермой каракулеводческого совхоза «Уч-Аджи» Министерства внешней торговли СССР, Байрам-Алийский район Марыйской области                                                                      | 15.09.1948      | [ ГС 58 ]  |
| 72         | Чаус Валентина Григорьевна          | 02.04.1924 — 2007       | Звеньевая колхоза имени Челюскинцев Будённовского района Сталинской области | 17.06.1949      | [ ГС 59 ]  |
| 73         | Чаус Вера Лукинична                 | 04.09.1929 — 12.08.2020 | Звеньевая колхоза «Сопка Героев» Крымского района Краснодарского края | 10.02.1975      | [ ГС 60 ]  |
| 74         | Чаусенко Иван Иванович              | 1920 — ????             | Комбайнёр колхоза имени XX съезда КПСС Первомайского района Николаевской области | 23.06.1966      |            |
| 75         | Чахвашвили Арчил Иванович           | 1917 — ????             | Звеньевой колхоза имени Тельмана Лагодехского района Грузинской ССР | 03.07.1950      | [ ГС 61 ]  |
| 76         | Чахлов Антон Григорьевич            | 29.01.1928 — 26.06.2007 | Мастер по добыче газа газопромыслового управления № 2 объединения «Кубаньгазпром» Министерства газовой промышленности СССР, Краснодарский край                                                                   | 01.07.1966      | [ ГС 62 ]  |
| 77         | Чачава Ивлиан Соломонович           | 1904 — ????             | Бригадир колхоза имени Берия Абашского района Грузинской ССР | 21.02.1948      | [ ГС 63 ]  |
| 78         | Чачава Никандро Платонович          | 1908 — ????             | Звеньевой колхоза имени Берия Абашского района Грузинской ССР | 21.02.1948      | [ ГС 64 ]  |
| 79         | Чачава Фома Георгиевич              | 1892 — ????             | Звеньевой колхоза имени Берия Абашского района Грузинской ССР | 21.02.1948      | [ ГС 65 ]  |
| 80         | Чачи Мустафа                        | 25.05.1935 — 15.02.1970 | Управляющий отделением совхоза «Пятилетие Узбекской ССР» Аккурганского района Ташкентской области | 30.04.1966      | [ ГС 66 ]  |
| 81         | Чачибая Григорий Дутуевич           | 13.03.1906 — ????       | Секретарь Зугдидского районного комитета Компартии (большевиков) Грузии | 25.11.1950      | [ ГС 67 ]  |
| 82         | Чачуа Шура Теймуразовна             | 01.11.1929 — 25.12.2008 | Колхозница колхоза имени Берия Зугдидского района Грузинской ССР | 01.09.1951      | [ ГС 68 ]  |
| 83         | Чащин Сергей Петрович               | 10.10.1931 — 15.02.2008 | Бригадир проходчиков Глубочанского шахтостроительного управления треста «Свинецшахтострой» Министерства цветной металлургии Казахской ССР, Восточно-Казахстанская область                                        | 12.05.1977      | [ ГС 69 ]  |
| 84         | Чащин Сергей Фёдорович              | 08.09.1891 — 01.04.1983 | Колхозник колхоза имени Калинина Краснополянского района Свердловской области | 30.05.1950      | [ ГС 70 ]  |
| 85         | Чванов Александр Матвеевич          | 21.11.1911 — 29.10.1989 | Слесарь завода имени Масленникова Министерства оборонной промышленности СССР, гор. Куйбышев | 28.07.1966      | [ ГС 71 ]  |
| 86         | Чванов Владимир Николаевич          | 02.01.1909 — 04.02.1975 | Бригадир подсобного хозяйства «Горки-II» Звенигородского района Московской области | 19.12.1953      | [ ГС 72 ]  |
| 87         | Чвелёв Николай Захарович            | 14.03.1933 — 13.05.2011 | Управляющий отделением совхоза «Муслюмовский» Сосновского района Челябинской области | 06.06.1984      | [ ГС 73 ]  |
| 88         | Чебан Гаврил Васильевич             | род. 1925               | Комбайнёр Слободзейской МТС Молдавской ССР | 18.06.1952      |            |
| 89         | Чеберяк Аврам Трофимович            | 1914 — ????             | Комбайнёр Хорольской МТС, Приморский край | 09.07.1949      | [ ГС 74 ]  |
| 90         | Чеботарёва Александра Ивановна      | 03.11.1908 — 24.10.1999 | Главный врач Красковской сельской участковой больницы, Люберецкий район Московской области | 07.03.1960      | [ ГС 75 ]  |
| 91         | Чеботарь Анна Парфиновна            | род. 19.02.1931         | Звеньевая колхоза имени Котовского Липканского района Молдавской ССР | 07.03.1960      | [ ГС 76 ]  |
| 92         | Чеботарь Ефим Карпович              | 17.04.1923 — 09.11.1993 | Председатель колхоза «50 лет Октября» Рыбницкого района Молдавской ССР | 08.04.1971      | [ ГС 77 ]  |
| 93         | Чебриков Виктор Михайлович          | 27.04.1923 — 01.07.1999 | Председатель Комитета государственной безопасности СССР, гор. Москва | 12.02.1985      | [ ГС 78 ]  |
| 94         | Чебукин Павел Васильевич            | 1895 — 14.10.1968       | Директор совхоза «Красный богатырь» Новомосковского района Тульская область | 23.06.1966      | [ ГС 79 ]  |
| 95         | Чевгуз Прасковья Сергеевна          | 1915—1981               | Звеньевая Бурынского свеклосовхоза Министерства пищевой промышленности СССР, Бурынский район Сумской области | 30.04.1948      |            |
| 96         | Чевела Ольга Андреевна              | род. 13.10.1926         | Трактористка колхоза «Украина» Славянского района Донецкой области | 08.04.1971      |            |
| 97         | Чегодаева Клавдия Константиновна    | 05.05.1926 — 13.11.1997 | Доярка совхоза «КИМ» Куйбышевского района Татарской АССР | 22.03.1966      | [ ГС 80 ]  |
| 98         | Чежия Антип Маркозович              | 1910—1986               | Секретарь Гальского районного комитета Компартии (большевиков) Грузии | 21.02.1948      | [ ГС 81 ]  |
| 99         | Чейшвили Вахтанг Алексеевич         | 1902 — ????             | Директор Лайтурского чайного совхоза Махарадзевского района Грузинской ССР | 02.04.1966      | [ ГС 82 ]  |
| 100        | Чейшвили Дмитрий Илларионович       | 1907 — ????             | Председатель исполнительного комитета Махарадзевского районного Совета депутатов трудящихся, Грузинская ССР | 21.02.1948      | [ ГС 83 ]  |
| 101        | Чекаловец Фёдор Яковлевич           | 25.04.1924 — 28.02.2003 | Комбайнёр совхоза «Варненский» Варненского района Челябинской области | 08.04.1971      | [ ГС 84 ]  |
| 102        | Чеканов Евгений Васильевич          | 1927—2000               | Директор совхоза «Дружба» Кошкинского района Куйбышевской области | 08.04.1971      | [ ГС 85 ]  |
| 103        | Чеканов Пётр Филиппович             | 07.07.1920 — 20.06.1985 | Комбайнёр совхоза «Олымский» Касторенского района Курской области | 23.06.1966      | [ ГС 86 ]  |
| 104        | Чеканова Нина Игнатьевна            | 31.12.1913 — 25.03.2005 | Агроном учебно-опытного хозяйства Алтайского сельскохозяйственного института | 31.12.1961      | [ ГС 87 ]  |
| 105        | Чекашов Анатолий Васильевич         | 22.07.1927 — 23.08.2014 | Руководитель строительства Горно-обогатительного комбината «Эрдэнэт» (Монгольская Народная Республика) Министерства промышленного строительства СССР                                                             | 17.07.1979      | [ ГС 88 ]  |
| 106        | Чекель Мария Александровна          | 01.12.1935 — 22.12.2024 | Прядильщица Гродненского тонкосуконного комбината Гродненского совнархоза | 07.03.1960      | [ ГС 89 ]  |
| 107        | Чекмарёв Александр Петрович         | 12.09.1902 — 11.03.1975 | Заведующий кафедрой обработки металлов давлением Днепропетровского металлургического института, консультант Института чёрной металлургии, академик Академии наук СССР                                            | 12.09.1972      | [ ГС 90 ]  |
| 108        | Чекмарёв Яков Григорьевич           | 01.07.1906 — 16.01.1956 | Начальник участка шахты имени Кирова треста «Ленинуголь» комбината «Кемеровоуголь» Министерства угольной промышленности восточных районов СССР, Кемеровская область                                              | 28.08.1948      | [ ГС 91 ]  |
| 109        | Чекушина Нина Григорьевна           | 25.07.1928 — 31.07.2016 | Старший флотатор медной обогатительной фабрики Балхашского горно-металлургического комбината имени 50-летия Октябрьской революции Министерства цветной металлургии Казахской ССР, Джезказганская область         | 29.12.1973      | [ ГС 92 ]  |
| 110        | Челан Николай Семёнович             | 1928 — ????             | Бригадир рабочих мясожирового производства Бельцкого птицемясокомбината Министерства мясной и молочной промышленности Молдавской ССР                                                                             | 14.06.1966      | [ ГС 93 ]  |
| 111        | Челебадзе Сурие (Нателла) Аслановна | 29.08.1933 — 2021       | Колхозница колхоза имени Кирова Кобулетского района Аджарской АССР | 29.08.1949      | [ ГС 94 ]  |
| 112        | Челебадзе Сурие Темеровна           | 1928—1976               | Колхозница колхоза имени Кирова Кобулетского района Аджарской АССР | 29.08.1949      | [ ГС 95 ]  |
| 113        | Челебадзе Фадима Мевлудовна         | 1924—2010               | Колхозница колхоза имени Кирова Кобулетского района Аджарской АССР | 29.08.1949      | [ ГС 96 ]  |
| 114        | Челидзе Валериан Илларионович       | 17.01.1927 — 24.05.2014 | Бригадир плотников строительного управления № 10 Главтбилстроя, Грузинская ССР | 02.04.1966      | [ ГС 97 ]  |
| 115        | Челидзе Варден Порфирович           | 05.09.1907 — ????       | Заведующий отделом сельского хозяйства Телавского района Грузинской ССР | 19.04.1951      | [ ГС 98 ]  |
| 116        | Челидзе Муртаз Хасанович            | 1911—1953               | Звеньевой колхоза «Парижская Коммуна» Батумского района Аджарской АССР | 05.08.1949      | [ ГС 99 ]  |
| 117        | Челишвили Полиект Николаевич        | 15.04.1897 — ????       | Бригадир проходчиков шахты Юго-Восточная треста «Тквибулшахтострой» Министерства строительства топливных предприятий СССР, Грузинская ССР                                                                        | 28.08.1948      | [ ГС 100 ] |
| 118        | Челнакова Анна Митрофановна         | 21.12.1918 — 22.11.2000 | Звеньевая колхоза «Красный маяк» Панинского района Воронежской области | 18.01.1948      | [ ГС 101 ] |
| 119        | Челнокова Римма Ивановна            | 06.10.1934 — 10.03.2023 | Ткачиха Родниковского меланжевого комбината «Большевик» Министерства текстильной промышленности РСФСР, Ивановская область                                                                                        | 02.08.1983      | [ ГС 102 ] |
| 120        | Челночков Пантелеймон Петрович      | 1917 — ????             | Бригадир тракторной бригады колхоза «Коммунизм» Мухоршибирского района Бурятской ССР | 23.06.1966      | [ ГС 103 ] |
| 121        | Челышева Мария Васильевна           | 05.09.1910 — 04.08.1978 | Доярка овоще-молочного совхоза «Озёры» Министерства совхозов СССР, Озёрский район Московской области | 18.10.1950      | [ ГС 104 ] |
| 122        | Челышков Борис Иванович             | 02.04.1931 — 26.06.2022 | Вальцовщик стана горячего проката Череповецкого металлургического завода имени 50-летия СССР Министерства чёрной металлургии СССР, Вологодская область                                                           | 20.08.1980      | [ ГС 105 ] |
| 123        | Чембай Фёдор Степанович             | 1911 — ????             | Бригадир семеноводческого колхоза имени Петровского Черкасского района Киевской области | 11.04.1949      |            |
| 124        | Чембарова Прасковья Егоровна        | 04.10.1898 — 09.07.1983 | Заведующая свиноводческой фермой колхоза имени Коминтерна Муромского района Владимирской области | 17.06.1949      | [ ГС 106 ] |
| 125        | Чемерис Александр Афанасьевич       | род. 19.11.1931         | Оператор машинного доения колхоза имени Ленина Чернобаевского района Черкасской области | 28.02.1986      | [ ГС 107 ] |
| 126        | Чемеричко Сергей Алексеевич         | 31.03.1891 — 03.06.1971 | Управляющий отделением совхоза имени Карла Маркса Министерства пищевой промышленности СССР, Суворовский район Ставропольского края                                                                               | 01.11.1951      | [ ГС 108 ] |
| 127        | Чеминава Константин Дитоевич        | 1906 — ????             | Председатель колхоза имени Сталинской Конституции Гальского района Абхазской АССР | 03.05.1949      | [ ГС 109 ] |
| 128        | Чемоданова Екатерина Фёдоровна      | 12.12.1925 — 04.03.1988 | Звеньевая колхоза «Красный Октябрь» Вожгальского района Кировской области | 23.06.1949      | [ ГС 110 ] |
| 129        | Чентемиров Минас Георгиевич         | 23.02.1910 — 18.03.2004 | Бывший управляющий трестом № 25 Куйбышевского совнархоза, ныне заместитель председателя Куйбышевского совнархоза                                                                                                 | 09.08.1958      | [ ГС 111 ] |
| 130        | Чепелев Иван Григорьевич            | 10.10.1924 — 15.09.2016 | Комбайнёр колхоза имени Чапаева Щучанского района Курганской области | 23.06.1966      | [ ГС 112 ] |
| 131        | Чепелева Раиса Семёновна            | 1939—2000               | Доярка совхоза «Брасовский» Брасовского района Брянской области | 22.03.1966      | [ ГС 113 ] |
| 132        | Чепенене Станислава Валенто         | род. 1924               | Ткачиха Паневежского льнокомбината Министерства лёгкой промышленности Литовской ССР | 05.04.1971      | [ ГС 114 ] |
| 133        | Чепига Марфа Филимоновна            | род. 07.1921            | Звеньевая колхоза «Червоный колос» Печенежского района Харьковской области | 07.05.1948      |            |
| 134        | Чеплаков Гаврила Тихонович          | 1913 — ????             | Бригадир проходчиков комбината № 11 Министерства среднего машиностроения СССР, гор. Кара-Балта Киргизской ССР | 07.03.1962      | [ ГС 115 ] |
| 135        | Чеплаков Иван Васильевич            | 28.11.1934 — 08.03.1974 | Свинарь совхоза «Терновский» Таловского района Воронежской области | 22.03.1966      | [ ГС 116 ] |
| 136        | Чепнян Мкирдич Оганесович           | 1915 — ????             | Бригадир колхоза имени Микояна Очемчирского района Абхазской АССР | 03.05.1949      | [ ГС 117 ] |
| 137        | Чепулёнис Адольфас Винцович         | 1932 — нет данных       | Комбайнёр колхоза «Вильтис» Пакруойского района Литовской ССР | 13.12.1972      | [ ГС 118 ] |
| 138        | Чепульский Андрей Степанович        | род. 1923               | Тракторист колхоза «Червоный Жовтень» Краснопольского района Сумской области | 08.04.1971      |            |
| 139        | Чепурных Николай Иванович           | род. 20.10.1940         | Бригадир монтёров пути строительно-монтажного поезда № 234 управления строительства «Печорстрой» Министерства транспортного строительства СССР, Коми АССР                                                        | 19.03.1981      | [ ГС 119 ] |
| 140        | Чепурова Валентина Алексеевна       | род. 1925               | Бригадир клейщиц Ярославского завода «Резинотехника» Министерства нефтеперерабатывающей и нефтехимической промышленности СССР                                                                                    | 20.04.1971      | [ ГС 120 ] |
| 141        | Чербаев Виктор Иванович             | 21.04.1930 — 20.10.2015 | Токарь Одесского завода тяжёлого машиностроения имени Январского восстания Министерства строительного, дорожного и коммунального машиностроения СССР                                                             | 20.04.1971      | [ ГС 121 ] |
| 142        | Червяков Дмитрий Иванович           | 07.06.1922 — 19.09.2020 | Токарь Минского производственно-технического объединения имени В. И. Ленина Министерства радиопромышленности СССР                                                                                                | 16.01.1974      | [ ГС 122 ] |
| 143        | Червяков Евгений Трофимович         | 24.01.1925 — 30.05.2016 | Машинист тепловоза локомотивного депо Витебск Белорусской железной дороги | 05.03.1976      | [ ГС 123 ] |
| 144        | Черевань Николай Егорович           | 01.05.1923 — 22.01.1989 | Звеньевой колхоза имени 1-й Конной Армии Приморско-Ахтарского района Краснодарского края | 13.08.1949      | [ ГС 124 ] |
| 145        | Чередий Николай Филиппович          | 20.11.1927 — 14.10.1981 | Мастер Крюковского вагоностроительного завода Министерства тяжёлого, энергетического и транспортного машиностроения СССР, Полтавская область                                                                     | 09.07.1966      | [ ГС 125 ] |
| 146        | Чередников Родион Афанасьевич       | 1897 — ????             | Бригадир тракторной бригады Орджоникидзевской МТС Грозненской области | 19.03.1948      |            |
| 147        | Чередниченко Анастасия Никоновна    | 1911 — ????             | Звеньевая колхоза «Победа» Тюлькубасского района Южно-Казахстанской области | 28.03.1948      | [ ГС 126 ] |
| 148        | Чередниченко Пелагея Григорьевна    | 1910 — ????             | Звеньевая колхоза имени Ворошилова Каменско-Днепровского района Запорожской области | 16.02.1948      | [ ГС 127 ] |
| 149        | Черезов Юрий Захарович              | 15.03.1924 — 24.11.1985 | Токарь Челябинского тракторного завода имени В. И. Ленина Министерства тракторного и сельскохозяйственного машиностроения СССР                                                                                   | 05.04.1971      | [ ГС 128 ] |
| 150        | Черезов Юрий Сергеевич              | 1933—2014               | Бригадир Чепецкого леспромхоза Министерства лесной и деревообрабатывающей промышленности СССР, Зуевский район Кировской области                                                                                  | 07.05.1971      | [ ГС 129 ] |
| 151        | Черекаев Алексей Васильевич         | 29.03.1932 — 07.11.2010 | Директор государственного племенного завода «Анкатинский», Чапаевский район Уральской области | 08.04.1971      | [ ГС 130 ] |
| 152        | Черемисин Николай Григорьевич       | 04.12.1907 — 11.07.1969 | Комбайнёр Нижне-Полевской МТС Шадринского района Курганской области | 06.06.1952      | [ ГС 131 ] |
| 153        | Черемисина Александра Алексеевна    | 22.11.1930 — 04.09.2009 | Учительница Калтукской средней школы, Братский район Иркутской области | 27.06.1978      | [ ГС 132 ] |
| 154        | Черенков Павел Алексеевич           | 28.07.1904 — 06.01.1990 | Заведующий лабораторией фотомезонных процессов Физического института имени П. Н. Лебедева Академии наук СССР, гор. Москва                                                                                        | 27.07.1984      | [ ГС 133 ] |
| 155        | Черепанов Ананий Калистратович      | 16.10.1913 — 19.01.1996 | Машинист углеподъёмного крана депо Свердловск Свердловской железной дороги | 05.11.1943      | [ ГС 134 ] |
| 156        | Черепанов Геннадий Степанович       | 18.02.1925 — 29.07.1997 | Фрезеровщик Уральского электрохимического завода Министерства среднего машиностроения СССР, гор. Свердловск | 26.04.1971      | [ ГС 135 ] |
| 157        | Черепанов Михаил Ильич              | 29.09.1929 — 03.10.1984 | Машинист электровоза локомотивного депо Свердловск-Сортировочный Свердловской железной дороги | 02.04.1981      | [ ГС 136 ] |
| 158        | Черепанов Пётр Зиновьевич           | 20.12.1919 — 24.04.1987 | Начальник и главный конструктор Центрального конструкторского бюро машиностроения Министерства среднего машиностроения СССР, гор. Ленинград                                                                      | 24.12.1970      | [ ГС 137 ] |
| 159        | Черепахин Иван Евгеньевич           | 1919 — 17.04.2002       | Комбайнёр Курагинской МТС Курагинского района Красноярского края | 11.01.1957      | [ ГС 138 ] |
| 160        | Черепенин Лев Владимирович          | 26.06.1939 — 10.09.2014 | Старший оператор производственного объединения «Киришинефтеоргсинтез» имени 50-летия ВЛКСМ Министерства нефтеперерабатывающей и нефтехимической промышленности СССР, Ленинградская область                       | 12.09.1980      | [ ГС 139 ] |
| 161        | Черепов Борис Михайлович            | 1905 — ????             | Старший агроном зернового совхоза имени 18 партсъезда Министерства совхозов СССР, Тельмановский район Сталинской области                                                                                         | 14.05.1949      | [ ГС 140 ] |
| 162        | Черепов Николай Филиппович          | 1910 — ????             | Забойщик шахты № 8-а имени Сталина треста «Калининуголь» Министерства угольной промышленности Украинской ССР, Сталинская область                                                                                 | 26.04.1957      | [ ГС 141 ] |
| 163        | Черепов Юрий Петрович               | 21.01.1938 — 02.02.2007 | Горнорабочий очистного забоя шахты «Октябрьская» производственного объединения «Кузбассуголь» Министерства угольной промышленности СССР, Кемеровская область                                                     | 12.05.1977      | [ ГС 142 ] |
| 164        | Черепова Анна Васильевна            | 19.12.1921 — 26.03.1990 | Бригадир колхоза «Кавказ» Курганинского района Краснодарского края | 08.04.1971      | [ ГС 143 ] |
| 165        | Чёриков Пётр Игнатьевич             | 1911 — ????             | Председатель колхоза «Заветы Ленина» Серафимовичского района Сталинградской области | 20.11.1958      | [ ГС 144 ] |
| 166        | Черканов Алексей Николаевич         | 1910 — 23.02.1967       | Забойщик прииска «Ыныкчан» Усть-Майского района Якутской АССР | 01.10.1957      | [ ГС 145 ] |
| 167        | Черкас Павел Самсонович             | 29.06.1918 — 29.12.1976 | Директор совхоза «Революционер» Синельниковского района Днепропетровской области | 23.06.1966      | [ ГС 146 ] |
| 168        | Черкасов Никифор Никонорович        | 06.03.1915 — 17.09.1990 | Чабан племенного завода «Овцевод» Рубцовского района Алтайского края | 22.03.1966      | [ ГС 147 ] |
| 169        | Черкасова Мария Петровна            | 1895 — ????             | Директор Соболевского сахсвеклокомбината Тепликского района Винницкой области | 26.02.1958      |            |
| 170        | Черкашин Алексей Петрович           | 29.03.1922 — 05.10.1993 | Забойщик шахты имени Дзержинского треста «Дзержинскуголь» Министерства угольной промышленности Украинской ССР, Сталинская область                                                                                | 26.04.1957      | [ ГС 148 ] |
| 171        | Черкашин Иван Андреевич             | 27.05.1912 — 09.04.1978 | Бригадир колхоза имени Свердлова Курманаевского района Оренбургской области | 23.06.1966      | [ ГС 149 ] |
| 172        | Черкашина Валентина Николаевна      | 02.01.1942 — 28.06.2012 | Прядильщица Камышинского хлопчатобумажного комбината Министерства текстильной промышленности РСФСР, Волгоградская область                                                                                        | 17.03.1981      | [ ГС 150 ] |
| 173        | Черкезишвили Нанула Георгиевна      | 1940 — ????             | Ткачиха Горийского хлопчатобумажного комбината Министерства лёгкой промышленности Грузинской ССР | 02.04.1966      | [ ГС 151 ] |
| 174        | Черкезия Дорофей Константинович     | 1906 — 28.08.1976       | Председатель исполнительного комитета Гудаутского районного Совета депутатов трудящихся, Абхазская АССР | 21.02.1948      | [ ГС 152 ] |
| 175        | Черкесов Аким Петрович              | 1903 — ????             | Управляющий отделением зернового совхоза «Красный Октябрь» Министерства совхозов СССР, Алексеевский район Сталинградской области                                                                                 | 27.03.1948      | [ ГС 153 ] |
| 176        | Черкесов Андрей Михайлович          | 22.10.1905 — 09.03.1943 | Первый заместитель начальника отдела мостов и тоннелей Центрального управления пути Народного комиссариата путей сообщения СССР                                                                                  | 05.11.1943      | [ ГС 154 ] |
| 177        | Черкесов Магомет Курманбиевич       | 14.05.1924 — 15.05.1990 | Старший чабан колхоза «Холоднородниковский» Прикубанского района Карачаево-Черкесской автономной области | 22.03.1966      | [ ГС 155 ] |
| 178        | Чермошенцов Михаил Григорьевич      | 12.11.1914 — 20.03.1978 | Бригадир совхоза «Красноармейский» Эртильского района Воронежской области | 23.06.1966      | [ ГС 156 ] |
| 179        | Чёрная Лидия Григорьевна            | 09.05.1927 — 17.10.2008 | Звеньевая колхоза имени Орджоникидзе Верхне-Хортицкого района Запорожской области | 28.02.1949      | [ ГС 157 ] |
| 180        | Чернев Пётр Дмитриевич              | 09.10.1924 — 11.03.2000 | Бригадир колхоза имени Куйбышева Оренбургского района Оренбургской области | 23.06.1966      | [ ГС 158 ] |
| 181        | Чернега Иван Наумович               | 1903 — ????             | Бригадир колхоза имени Сталина Маньковского района Киевской области | 16.02.1948      | [ ГС 159 ] |
| 182        | Чернега Николай Евдокимович         | род. 10.05.1938         | Бригадир колхоза «Шлях Иллича» Бершадского района Винницкой области | 22.12.1977      | [ ГС 160 ] |
| 183        | Чернеев Анатолий Александрович      | 27.10.1930 — 13.10.2004 | Капитан теплохода Камчатского государственного морского пароходства Министерства морского флота СССР, Камчатская область                                                                                         | 03.08.1960      | [ ГС 161 ] |
| 184        | Черней Василий Иванович             | 1925—1977               | Заведующий фермой колхоза «Бируинца» Фалештского района Молдавской ССР | 22.03.1966      |            |
| 185        | Черненко Антон Григорьевич          | 11.09.1929 — 09.12.1984 | Механизатор колхоза имени Горького Красноармейского района Донецкой области | 08.12.1973      | [ ГС 162 ] |
| 186        | Черненко Виктор Кириллович          | род. 1932               | Отвальщик соли производственного объединения соляной промышленности «Артёмсоль» Министерства пищевой промышленности Украинской ССР, город Артёмовск Донецкой области                                             | 17.03.1981      | [ ГС 163 ] |
| 187        | Черненко Иван Владимирович          | 11.03.1923 — 30.08.1997 | Председатель колхоза имени Сталина Ульяновского района Сумской области | 26.02.1958      | [ ГС 164 ] |
| 188        | Черненко Пётр Ефимович              | 17.01.1905 — 05.05.1975 | Председатель колхоза имени Карла Маркса Семёновского района Полтавской области | 31.12.1965      | [ ГС 165 ] |
| 189        | Черненко Семён Фёдорович            | 13.09.1877 — 17.01.1974 | Профессор Центральной генетической лаборатории имени И. В. Мичурина, Тамбовская область | 30.04.1966      | [ ГС 166 ] |
| 189.000001 | Чёрненькая Зинаида Ивановна         | 01.01.1936 — 06.11.2020 | Доярка племенного завода «Диктатура» Володарского района Донецкой области | 22.03.1966      | [ ГС 167 ] |
| 190        | Чернецкая Мария Михайловна          | 30.09.1928 — 12.06.1997 | Звеньевая Фёдоровского свеклосовхоза Министерства пищевой промышленности СССР, Великобурлукский район Харьковской области                                                                                        | 30.04.1948      | [ ГС 168 ] |
| 191        | Чернецкий Зиновий Трифонович        | 1919 — ????             | Звеньевой виноградарского совхоза «Шабо» Министерства пищевой промышленности СССР, Лиманский район Измаильской области                                                                                           | 26.09.1950      |            |
| 192        | Чернецкий Иван Андреевич            | род. 28.04.1929         | Мастер Днепровского металлургического завода имени Дзержинского Министерства чёрной металлургии Украинской ССР, Днепропетровская область                                                                         | 22.03.1966      | [ ГС 169 ] |
| 193        | Чернецов Иван Иванович              | 12.10.1915 — 03.04.1988 | Генеральный директор научно-производственного объединения «Кристалл», директор Пензенского научно-исследовательского электротехнического института Министерства промышленности средств связи СССР                | 29.03.1976      | [ ГС 170 ] |
| 194        | Чернецова Акулина Фоминична         | 1902 — ????             | Звеньевая колхоза «Гигант» Ворошиловского района Фрунзенской области | 26.03.1948      | [ ГС 171 ] |
| 195        | Чернига Александра Петровна         | 1911 — ????             | Звеньевая колхоза «Новая дружба» Алексеевского района Харьковской области | 07.05.1948      | [ ГС 172 ] |
| 196        | Черниговский Дмитрий Иванович       | 1913 — ????             | Управляющий фермой племенного овцеводческого совхоза «Советское руно» Министерства совхозов СССР, Ипатовский район Ставропольского края                                                                          | 22.10.1949      | [ ГС 173 ] |
| 197        | Черников Георгий Тихонович          | 08.11.1917 — 02.02.1986 | Первый секретарь Обоянского райкома КПСС, Курская область | 08.04.1971      | [ ГС 174 ] |
| 198        | Черников Илья Федотович             | 1884 — ????             | Бригадир колхоза «Червоный хлебороб» Краснолиманского района Сталинской области | 16.02.1948      | [ ГС 175 ] |
| 199        | Черников Сергей Георгиевич          | 23.08.1935 — 27.01.2003 | Аппаратчик Электрохимического завода Министерства среднего машиностроения СССР, Красноярский край | 24.12.1970      | [ ГС 176 ] |
| 200        | Черников Сергей Игнатьевич          | 07.06.1925 — 23.05.1992 | Машинист локомотивного депо Канаш Казанской железной дороги, Чувашская АССР | 01.08.1959      | [ ГС 177 ] |
| 201        | Черникова Пелагея Васильевна        | 07.10.1910 — ????       | Звеньевая колхоза «Большевик» Курманаевского района Чкаловской области | 03.04.1948      | [ ГС 178 ] |
| 202        | Черницын Семён Фёдорович            | 15.09.1926 — 03.01.2003 | Старший машинист лесного исправительно-трудового учреждения К-231 Главного управления лесных исправительно-трудовых учреждений Министерства внутренних дел СССР, Кировская область                               | 01.03.1974      | [ ГС 179 ] |
| 203        | Черниченко Евдокия Онуфриевна       | 08.03.1921 — 08.10.1996 | Свинарка колхоза имени Октябрьской революции Измаильского района Одесской области | 22.03.1966      | [ ГС 180 ] |
| 204        | Черничкина Вера Власьевна           | 11.04.1932 — 07.11.2010 | Доярка совхоза «Липяговский» Милославского района Рязанской области | 22.03.1966      | [ ГС 181 ] |
| 205        | Чернобаева Мария Филипповна         | 30.03.1928 — 29.10.2016 | Директор восьмилетней школы-интерната № 3, гор. Днепропетровск | 01.07.1968      | [ ГС 182 ] |
| 206        | Чернобай Дмитрий Миронович          | 1920—1969               | Председатель колхоза имени Кирова Марьинского района Донецкой области | 22.03.1966      | [ ГС 183 ] |
| 207        | Чернобай Сергей Александрович       | род. 1922               | Бригадир колхоза имени Калинина Ульяновского района Кировоградской области | 23.06.1966      |            |
| 208        | Чернов Александр Александрович      | 23.07.1877 — 23.01.1963 | Заведующий сектором геологии Института геологии Коми филиала Академии наук СССР, гор. Сыктывкар | 23.07.1957      | [ ГС 184 ] |
| 209        | Чернов Александр Николаевич         | 04.09.1928 — 22.02.1981 | Расточник Ульяновского радиолампового завода Министерства радиопромышленности СССР | 26.04.1971      | [ ГС 185 ] |
| 210        | Чернов Георгий Матвеевич            | 23.04.1907 — 20.09.1979 | Паровозный машинист депо Муром Московско-Казанской железной дороги, Владимирская область | 05.11.1943      | [ ГС 186 ] |
| 211        | Чернов Семён Николаевич             | 1910 — ????             | Бригадир монтажников треста «Лисхимпромстрой» Луганского совнархоза | 09.08.1958      | [ ГС 187 ] |
| 212        | Чернова Вера Ивановна               | 01.06.1925 — 09.06.1974 | Доярка учебно-опытного хозяйства Ивановского сельскохозяйственного института, Ивановская область | 08.04.1971      | [ ГС 188 ] |
| 213        | Чернова Мария Петровна              | 20.12.1924 — 23.07.2010 | Доярка совхоза «Доскино» Кстовского района Горьковской области | 22.03.1966      | [ ГС 189 ] |
| 214        | Чернова Нина Михайловна             | 28.01.1920 — 01.2009    | Директор Березниковской ТЭЦ № 4 Пермэнерго Министерства энергетики и электрификации СССР, Пермская область | 04.10.1966      | [ ГС 190 ] |
| 215        | Черногорова Людмила Михайловна      | 26.06.1925 — 05.11.2006 | Свинарка совхоза «Волна» Тутаевского района Ярославской области | 07.03.1960      | [ ГС 191 ] |
| 216        | Чернозуб Иван Иванович              | 18.06.1915 — 15.02.1989 | Бригадир слесарей-монтажников Николаевского судостроительного завода имени И. И. Носенко Министерства судостроительной промышленности СССР, гор. Николаев                                                        | 25.07.1966      | [ ГС 192 ] |
| 217        | Черноиванов Михаил Арсентьевич      | 21.05.1910 — 24.06.1993 | Поездной диспетчер Лискинского отделения Юго-Восточной железной дороги, Воронежская область | 01.08.1959      | [ ГС 193 ] |
| 218        | Черноморец Матрёна Яковлевна        | 1921 — ????             | Доярка племенного завода «Большевик» Красноармейского района Донецкой области | 22.03.1966      | [ ГС 194 ] |
| 219        | Чернорез Виктор Андреевич           | 31.01.1910 — 08.07.1980 | Начальник 71-го полигона Военно-воздушных сил СССР Министерства обороны СССР, генерал-лейтенант | 07.03.1962      | [ ГС 195 ] |
| 220        | Черноусова Мария Александровна      | 1925 — ????             | Рабочая Ростовского консервного завода «Смычка» Министерства пищевой промышленности РСФСР | 02.03.1976      | [ ГС 196 ] |
| 221        | Чернушенко Алексей Арефьевич        | 1897—1950               | Заведующий отделом сельского отдела района имени 28 гвардейцев Талды-Курганской области | 28.03.1948      | [ ГС 197 ] |
| 222        | Чернушенко Мария Демьяновна         | 07.01.1925 — ????       | Звеньевая колхоза имени Шевченко Купянского района Харьковской области | 16.02.1948      | [ ГС 198 ] |
| 223        | Чернушка Ольга Андроновна           | 1905 — ????             | Звеньевая колхоза «14-я годовщина Октябрьской революции» Ярославского района Краснодарского края | 06.05.1948      |            |
| 224        | Чёрный Владимир Зиновьевич          | 03.01.1917 — 11.10.1983 | Шофёр Сусуманского автотранспортного предприятия Министерства автомобильного транспорта РСФСР, Магаданская область                                                                                               | 04.05.1971      | [ ГС 199 ] |
| 225        | Черных Акулина Михайловна           | 29.06.1904 — 13.10.1988 | Звеньевая свекловодческо–полеводческого звена колхоза «На новые рельсы» Панинского района Воронежской области | 07.05.1948      | [ ГС 200 ] |
| 226        | Черных Валентина Петровна           | 14.12.1915 — 13.05.1979 | Звеньевая по выращиванию зерновых колхоза имени Сталина Ачинского района Красноярского края | 10.04.1948      | [ ГС 201 ] |
| 227        | Черных Евгений Васильевич           | 20.08.1931 — 29.05.2012 | Бригадир сталеваров Ижевского металлургического завода Министерства оборонной промышленности СССР, Удмуртская АССР                                                                                               | 10.06.1977      | [ ГС 202 ] |
| 228        | Черных Михаил Иванович              | род. 1920               | Бригадир колхоза «Красный плуг» Алтайского района Хакасской автономной области | 07.01.1948      | [ ГС 203 ] |
| 229        | Черных Николай Иванович             | 01.01.1905 — 12.06.1977 | Мастер протяжки трубоволочильного цеха Первоуральского старотрубного завода Свердловского совнархоза | 19.07.1958      | [ ГС 204 ] |
| 230        | Черных Николай Сергеевич            | 02.12.1926 — 02.11.2010 | Старший вальцовщик листопрокатного цеха Верх-Исетского металлургического завода Свердловского совнархоза | 19.07.1958      | [ ГС 205 ] |
| 231        | Черныш Александр Гаврилович         | 10.01.1920 — 27.05.2006 | Аппаратчик Сумского Краснозвездинского рафинадного завода | 23.05.1966      | [ ГС 206 ] |
| 232        | Черныш Николай Петрович             | 02.01.1939 — 14.10.2019 | Механизатор колхоза имени Калинина Царичанского района Днепропетровской области | 08.12.1973      | [ ГС 207 ] |
| 233        | Чернышёв Владимир Васильевич        | 27.07.1906 — 23.09.1983 | Директор машиностроительного завода «Красный Октябрь» Министерства авиационной промышленности СССР, гор. Москва                                                                                                  | 22.07.1966      | [ ГС 208 ] |
| 234        | Чернышёв Владимир Дмитриевич        | 05.09.1935 — 31.08.1986 | Бригадир токарей Московского станкостроительного завода «Красный пролетарий» имени А. И. Ефремова Министерства станкостроительной и инструментальной промышленности СССР                                         | 23.06.1982      | [ ГС 209 ] |
| 235        | Чернышёв Георгий Николаевич         | 23.08.1919 — 24.07.1997 | Главный конструктор проекта Союзного проектно-монтажного бюро машиностроения Министерства судостроительной промышленности СССР, гор. Ленинград                                                                   | 30.03.1970      | [ ГС 210 ] |
| 236        | Чернышёв Григорий Ефимович          | 04.12.1909 — 24.11.1982 | Управляющий отделением совхоза «Троицкий» Верховского района Орловской области | 23.06.1966      | [ ГС 211 ] |
| 237        | Чернышёв Евгений Фёдорович          | 26.04.1929 — ????       | Бригадир комплексной бригады Кызыл-Кийского шахтостроительного управления треста «Киргизшахтострой», Киргизская ССР                                                                                              | 11.08.1966      | [ ГС 212 ] |
| 238        | Чернышёв Пётр Сергеевич             | 13.03.1914 — 09.11.1979 | Главный инженер Ленинградского металлического завода имени XXII съезда КПСС Ленинградского совнархоза | 20.09.1962      | [ ГС 213 ] |
| 239        | Чернышёва Елизавета Арсентьевна     | 17.09.1916 — 29.12.1989 | Председатель колхоза «Путь Ильича» Гаврилово-Посадского района Ивановской области | 22.03.1966      | [ ГС 214 ] |
| 240        | Чернышёва Ольга Елизаровна          | 23.06.1924 — 13.12.2000 | Звеньевая колхоза «Совнарком» Верхне-Баканского района Краснодарского края | 11.07.1950      | [ ГС 215 ] |
| 241        | Чернышов Анатолий Алексеевич        | род. 01.12.1935         | Электросварщик Воронежского экскаваторного завода имени Коминтерна Министерства строительного, дорожного и коммунального машиностроения СССР                                                                     | 03.01.1974      | [ ГС 216 ] |
| 242        | Чернышов Степан Ильич               | 23.03.1926 — 31.07.2004 | Составитель поездов станции Лихая Юго-Восточной железной дороги, Ростовская область | 04.05.1971      | [ ГС 217 ] |
| 242.000002 | Чернышова Александра Ивановна       | 09.05.1927 — 18.12.1997 | Рабочая Ингирского совхоза имени Берия Министерства сельского хозяйства СССР, Зугдидский район Грузинской ССР | 31.07.1950      | [ ГС 218 ] |
| 243        | Черня Юлия Григорьевна              | род. 1933               | Доярка колхоза имени Котовского Братушанского района Молдавской ССР | 15.02.1957      | [ ГС 219 ] |
| 244        | Чернявская Валентина Степановна     | 18.07.1927 — 23.05.2013 | Звеньевая колхоза имени Кагановича Ново-Титаровского района Краснодарского края | 10.02.1949      | [ ГС 220 ] |
| 244.000003 | Чернявская Мария Николаевна         | род. 1928               | Звеньевая свиноводческого совхоза «Металлист» Министерства совхозов СССР, Амвросиевский район Сталинской области                                                                                                 | 06.04.1949      | [ ГС 221 ] |
| 245        | Чернявский Александр Петрович       | 12.05.1910 — 23.12.1969 | Председатель колхоза «Победа» Кущёвского района Краснодарского края | 31.10.1957      | [ ГС 222 ] |
| 246        | Чернявский Семён Арсентьевич        | 1913 — ????             | Комбайнёр Устиновской МТС Кировоградской области | 08.12.1951      |            |
| 247        | Черняев Василий Николаевич          | 16.04.1932 — 16.04.1987 | Токарь локомотивного депо Выборг Октябрьской железной дороги, Ленинградская область | 03.07.1986      | [ ГС 223 ] |
| 248        | Черняк Иван Ануфриевич              | 1908—1970               | Бригадир колхоза имени Будённого Березовского района Одесской области | 21.03.1949      | [ ГС 224 ] |
| 249        | Черняк Иван Дмитриевич              | 01.05.1932 — 19.01.2001 | Сталевар Ждановского металлургического завода имени Ильича Министерства чёрной металлургии Украинской ССР, Донецкая область                                                                                      | 12.05.1977      | [ ГС 225 ] |
| 250        | Черский Николай Васильевич          | 02.02.1905 — 11.07.1994 | Председатель Президиума Якутского филиала Сибирского отделения Академии наук СССР, член-корреспондент Академии наук СССР                                                                                         | 31.01.1975      | [ ГС 226 ] |
| 251        | Чертовиков Михаил Павлович          | 30.11.1929 — 30.07.2023 | Начальник механического цеха завода «Электрохимприбор» Министерства среднего машиностроения СССР, гор. Свердловск-45 Свердловской области                                                                        | 26.04.1971      | [ ГС 227 ] |
| 252        | Черток Борис Евсеевич               | 01.03.1912 — 14.12.2011 | Заместитель главного конструктора Опытно-конструкторского бюро № 1 Государственного комитета Совета Министров СССР по оборонной технике, Московская область                                                      | 17.06.1961      | [ ГС 228 ] |
| 253        | Черфас Валентин Иванович            | 30.06.1921 — 26.03.1985 | Председатель колхоза имени Крупской Нижнегорского района Крымской области | 24.12.1976      | [ ГС 229 ] |
| 254        | Черчик Зосим Трофимович             | 17.04.1911 — ????       | Бригадир колхоза «Червона комуна» Новоархангельского района Кировоградской области | 23.06.1966      | [ ГС 230 ] |
| 255        | Чесноков Владимир Петрович          | 12.07.1910 — 30.11.1993 | Директор Ярославского шинного завода Министерства нефтеперерабатывающей и нефтехимической промышленности СССР | 28.05.1966      | [ ГС 231 ] |
| 256        | Чеснокова Валентина Ивановна        | 16.05.1921 — 07.07.2013 | Сыродел-мастер Заболотского сырзавода Министерства мясной и молочной промышленности РСФСР, Шарьинский район Костромской области                                                                                  | 26.04.1971      | [ ГС 232 ] |
| 257        | Чеснокова Ольга Михайловна          | 10.07.1929 — 05.07.2009 | Звеньевая колхоза имени Кирова Красноуфимского района Свердловской области | 26.05.1952      | [ ГС 233 ] |
| 258        | Четин Виктор Васильевич             | 1931—2019               | Тракторист Велвинского леспромхоза Министерства лесной и деревообрабатывающей промышленности СССР, Коми-Пермяцкий национальный округ                                                                             | 07.05.1971      | [ ГС 234 ] |
| 259        | Четыркин Всеволод Александрович     | 23.11.1908 — 18.06.1981 | Директор совхоза «Лесной» Бийского района Алтайского края | 22.03.1966      | [ ГС 235 ] |
| 260        | Чеусов Николай Гаврилович           | 01.12.1927 — 11.09.1994 | Бригадир совхоза «Ершовский» Ершовского района Саратовской области | 08.04.1971      | [ ГС 236 ] |
| 261        | Чефранов Николай Николаевич         | 19.12.1904 — 09.03.1989 | Директор Шебекинской МТС Шебекинского района Белгородской области | 11.03.1958      | [ ГС 237 ] |
| 262        | Чехашвили Гурген Якобович           | 01.1925 — ????          | Затяжчик обуви Тбилисской обувной фабрики «Исани» Министерства лёгкой промышленности Грузинской ССР | 05.04.1971      | [ ГС 238 ] |
| 263        | Чехлотенко Николай Ильич            | 21.05.1928 — 05.10.2014 | Комбайнёр колхоза имени Ленина Матвеево-Курганского района Ростовской области | 07.12.1973      | [ ГС 239 ] |
| 264        | Чеховский Павел Андреевич           | 15.01.1911 — 14.09.1982 | Старший мастер рельсо-балочного цеха Ждановского металлургического завода «Азовсталь» имени Орджоникидзе, Сталинская область                                                                                     | 19.07.1958      | [ ГС 240 ] |
| 265        | Чеховской Анатолий Иосифович        | 20.03.1933 — 12.02.1993 | Тракторист-комбайнёр совхоза «Рузаевский» Рузаевского района Кокчетавской области | 23.06.1966      | [ ГС 241 ] |
| 266        | Чеховской Николай Афанасьевич       | 16.12.1929 — 28.01.2006 | Выколотчик-доводчик Харьковского авиационного завода имени Ленинского комсомола Министерства авиационной промышленности СССР                                                                                     | 16.01.1974      | [ ГС 242 ] |
| 267        | Чехонин Павел Михайлович            | 10.09.1914 — 02.03.1996 | Фрезеровщик Онежского тракторного завода Министерства тракторного и сельскохозяйственного машиностроения СССР, гор. Петрозаводск Карельской АССР                                                                 | 22.02.1966      | [ ГС 243 ] |
| 268        | Чечевица Пётр Фёдорович             | 15.10.1927 — 13.07.2001 | Тракторист совхоза «Целинный» Волчихинского района Алтайского края | 08.04.1971      | [ ГС 244 ] |
| 269        | Чечеленко Марина Степановна         | 1915 — ????             | Звеньевая колхоза имени Ильича Перещепинского района Днепропетровской области | 06.06.1949      |            |
| 270        | Чеченин Василий Николаевич          | род. 1924               | Комбайнёр свиноводческого совхоза «Искра» Министерства совхозов СССР, Ленинградский район Краснодарского края | 12.06.1952      | [ ГС 245 ] |
| 271        | Чеченин Павел Моисеевич             | 1910—1987               | Старший механик Судженской МТС Анжеро-Судженского района Кемеровской области | 25.02.1949      | [ ГС 246 ] |
| 272        | Чеченя Леонид Степанович            | 01.08.1913 — 11.04.1996 | Директор завода № 24 имени М. В. Фрунзе Министерства авиационной промышленности СССР, гор. Куйбышев | 22.07.1966      | [ ГС 247 ] |
| 273        | Чечётин Григорий Филиппович         | 04.05.1923 — 25.10.1997 | Звеньевой колхоза «Красный орёл» Туринского района Свердловской области | 09.03.1948      | [ ГС 248 ] |
| 274        | Чечёткина Мария Стефановна          | 23.08.1923 — 1998       | Трактористка колхоза имени М. Горького Ливенского района Орловской области | 11.12.1973      | [ ГС 249 ] |
| 274.000004 | Чечукова Серафима Савельевна        | 13.02.1926 — 17.06.2012 | Звеньевая колхоза имени Будённого Березовского района Одесской области | 21.03.1949      | [ ГС 250 ] |
| 275        | Чечулин Дмитрий Николаевич          | 22.08.1901 — 29.10.1981 | Начальник архитектурно-проектной мастерской управления «Моспроект-1» Главного архитектурно-планировочного управления исполнительного комитета Московского городского Совета трудящихся, народный архитектор СССР | 23.08.1976      | [ ГС 251 ] |
| 276        | Чечулин Михаил Григорьевич          | 1894 — 1985             | Бригадир семеноводческого колхоза «Ударник» Грязовецкого района Вологодской области | 14.04.1949      | [ ГС 252 ] |
| 277        | Чечулина Александра Николаевна      | 1907—1979               | Звеньевая семеноводческого колхоза «Аврора» Грязовецкого района Вологодской области | 14.04.1949      | [ ГС 253 ] |
| 278        | Чечуров Иван Анисимович             | 30.03.1920 — 14.02.1995 | Слесарь-лекальщик Златоустовского машиностроительного завода имени В. И. Ленина Министерства оборонной промышленности СССР, Челябинская область                                                                  | 28.07.1966      | [ ГС 254 ] |
| 279        | Чешенко Лидия Григорьевна           | 20.06.1941 — 07.04.2015 | Бригадир совхоза «Южный» Саратского района Одесской области | 08.12.1973      | [ ГС 255 ] |

| Навигационная таблица | Навигационная таблица |
| --------------------- | --------------------- |
| «Ч»                   | Чаава — Чешенко       |
| «Ч»                   | Чжен — Чяткаускайте   |